# Wolfgang Riezler
Wolfgang Heinrich Siegmund Riezler (* 14. November 1905 in Freiburg im Breisgau; † 27. September 1962 in Bonn) war ein deutscher Physiker.

Der Sohn von Erwin Riezler studierte ab 1923 Physik an der Universität Erlangen und der Ludwig-Maximilians-Universität München, wo er 1929 bei Wilhelm Wien promoviert wurde (Über den Dopplereffekt an einem homogenen Wasserstoff-Molekülstrahl). Danach war er von 1929 bis 1931 an der Universität Freiburg im Breisgau und 1930/31 bei James Chadwick und Ernest Rutherford am Cavendish-Laboratorium in Cambridge tätig, wo er sich der Kernphysik zuwandte. Anschließend war er Assistent an der Universität Rostock bei Christian Füchtbauer, wo er sich 1935 habilitierte. 
Er ging an die Universität Bonn, wo er 1943 außerplanmäßiger Professor wurde. Während des Zweiten Weltkriegs arbeitete er in Kernphysik am Pariser Zyklotron von Frédéric Joliot-Curie im Collège de France. Nach dem Krieg war er wieder in Bonn, wo er ab 1948 zunächst in Vertretung, ab 1952 außerordentlicher und ab 1953 ordentlicher Professor für Experimentalphysik war. Er wurde Direktor des Bonner Instituts für Strahlen- und Kernphysik und baute dort ein Synchrozyklotron auf.
Riezler befasste sich unter anderem mit Anwendung radioaktiver Isotope in der Medizin. Er war auch im Strahlenschutz aktiv als Leiter der „Kommission zum Schutz der Zivilbevölkerung“ des Bundesinnenministeriums. Er war 1957 einer der 18 Unterzeichner der Göttinger Erklärung gegen die geplante atomare Bewaffnung der Bundeswehr (wie auch zwei andere Angehörige der offiziellen Schutzkommission der Bundesregierung, Otto Haxel und Heinz Maier-Leibnitz).

## Schriften
- Einführung in die Kernphysik. Bibliographisches Institut, Leipzig 1937 (6. erweiterte Auflage. Oldenbourg, München 1959).
- mit Konrad Kopitzki: Kernphysikalisches Praktikum. Teubner, Stuttgart 1963.
- Teilchenbeschleuniger. Köln, Westdeutscher Verlag 1954.
- Herausgeber mit Wilhelm Walcher: Kerntechnik: Physik, Technologie, Reaktoren. Teubner, Stuttgart 1958.